# Stazione di Villa Bonelli
La stazione di Villa Bonelli è una fermata ferroviaria di Roma, posta sulla ferrovia Roma-Fiumicino. Prende il nome dalla vicina Villa Bonelli.

## Storia
La fermata di Villa Bonelli venne attivata nel 1996.

## Movimento
La tipica offerta nelle ore di punta nei giorni lavorativi è di un treno ogni 15 minuti per Fiumicino Aeroporto e Fara Sabina, un treno ogni 30 minuti per Poggio Mirteto e un treno ogni ora per Orte. Nei giorni festivi le frequenze sono dimezzate.
Nei giorni feriali la Stazione è servita da un treno della relazione FL5, proveniente da Ladispoli verso Roma Termini nelle prime ore della mattina.

## Interscambi
- Fermata autobus ATAC
- Con la presentazione del progetto del nuovo tracciato della Linea D è previsto un interscambio con la linea gialle della metro (https://www.odisseaquotidiana.com/2025/01/nuovo-tracciato-metro-d-roma.html)